# Hendrick van Somer
Hendrick van Somer o Someren o de Somer (Lokeren, 1607 – Napoli, 1656?) è stato un pittore fiammingo.
La sua vicenda artistica si svolse interamente a Napoli, alla cui insigne scuola secentesca l'opera del Van Somer va pienamente ascritta, indipendentemente dalla sua provenienza dai Paesi Bassi del Sud.

## Biografia
Hendrick van Somer è generalmente identificato con l'Enrico Fiammingo, menzionato nelle Vite dei Pittori, Scultori, ed Architetti Napolitani (1742-1743) di Bernardo De Dominici tra gli allievi di Jusepe de Ribera.
La scarsità di notazioni biografiche e la confusione creata dalla contemporanea presenza a Napoli di un pittore omonimo e quasi conterraneo del Van Somer  - anche quest'ultimo documentato con l'appellativo di Enrico Fiammingo, ma probabilmente nato ad Amsterdam - hanno a lungo ostacolato la definizione della sua personalità artistica.
Come risulta dagli atti inerenti al matrimonio di Viviano Codazzi, di cui Van Somer fu testimone, nel 1636 (la data di tali documenti) il pittore aveva ventinove anni e da dodici viveva a Napoli. Ciò consente di individuare l'anno della sua nascita (1607) e di collocare il suo arrivo nella capitale del Viceregno nel 1624.
Attendibile appare la notizia del De Dominici circa il suo ingresso, giunto a Napoli, nella bottega del Ribera. Sembra in effetti derivare da modelli grafici dello Spagnoletto il Martirio di san Sebastiano del Museo di Capodimonte, opera ascrivibile alla fase giovanile di Van Somer. Nel dipinto il giovane Hendrick forse si confronta, oltre che col suo maestro, con la celeberrima Flagellazione del Caravaggio.
Negli anni trenta del Seicento probabilmente Van Somer entra in contatto con Matthias Stomer, altro valentissimo artista venuto dalle Fiandre, per qualche anno attivo a Napoli, nel corso del quarto decennio del secolo, e a sua volta, durante il suo soggiorno in città, attratto della pittura del grande Ribera. Opere di Hendrick, quali la Caritas Romana (1635) e il Tobiolo che cura la cecità di Tobia (collocabile nello stesso periodo) sembrano riflettere la reazione di Van Somer al realismo nordico dello Stomer.
Al 1641 risale la pala d'altare, raffigurante il Battesimo di Cristo ed eseguita per la chiesa napoletana di Santa Maria della Sapienza, che è ad oggi l'unica opera di Van Somer di cui si conservi la documentazione relativa alla commissione del dipinto, che ne rende incontrovertibili data e spettanza.

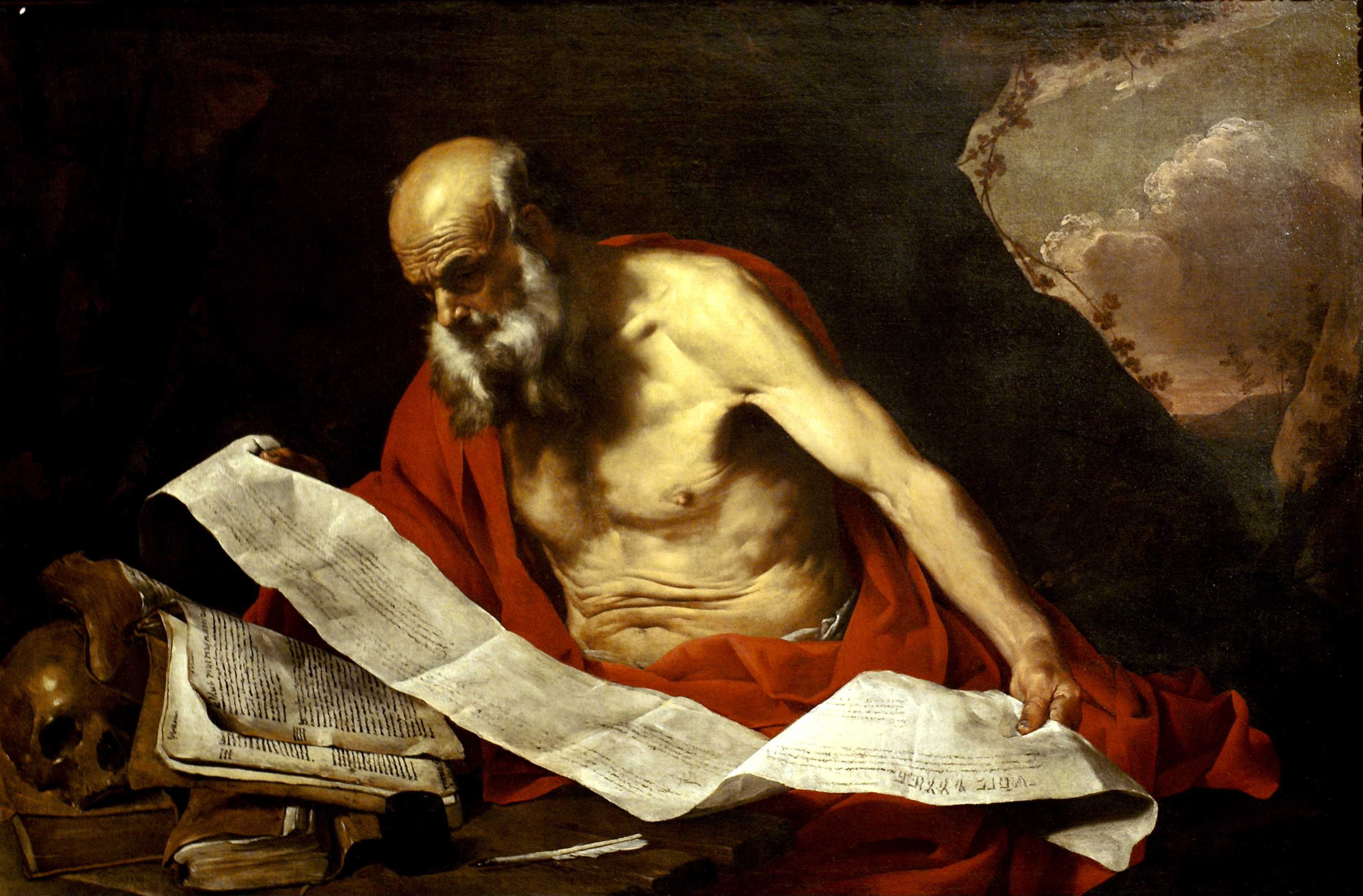
Hendrick van Somer, San Girolamo in lettura, 1652, Roma, Galleria nazionale d'arte antica di Palazzo Barberini

Se nella pala della chiesa napoletana si coglie ancora in pieno il riferimento a Ribera, negli successivi la pittura di Van Somer si arricchisce di ulteriori influssi, derivanti dall'esempio di altri maestri napoletani che si affermano in quegli anni, quali Massimo Stanzione e Bernardo Cavallino..
La tavolozza di Hendrick mitiga il tenebrismo riberesco e si apre al colore neo-veneto che in quel periodo (come parallelamente accade a Roma) tende a prendere il posto del netto chiaroscuro di matrice caravaggesca.
Opere come Lot e le figlie - in più versioni, prove che sono intimamente legate, anche sul piano compositivo, ad esempi dello Stanzione - e il Sansone e Dalila sono esempi di questa evoluzione.
Tra le ultime possibili aggiunte al catalogo del Van Somer vi è un notevole dipinto raffigurante Mercurio che addormenta Argo al suono del flauto, opera in passato attribuita a Pier Francesco Mola, ma recentemente proposta come prodotto del suo pennello.
Il dipinto con data certa più tarda che si conosca è il San Gerolamo in lettura di Palazzo Barberini, a Roma - una delle tante prove dedicate da Van Somer al santo eremita, opera datata 1652. L'assenza di dipinti o di dati biografici, collocabili con sicurezza in momenti successivi, lascia supporre che anche Hendrick van Somer, al pari altri pittori partenopei, sia stato falciato dalla spaventosa pestilenza che colpì Napoli nel 1656.
Il lungo percorso di studi sulla sua figura, condotto negli ultimi decenni, ha consentito il sostanziale recupero critico di un artista di considerevole valore, il migliore dei fiamminghi che operarono a Napoli nella prima metà del Seicento.

## Galleria d'immagini

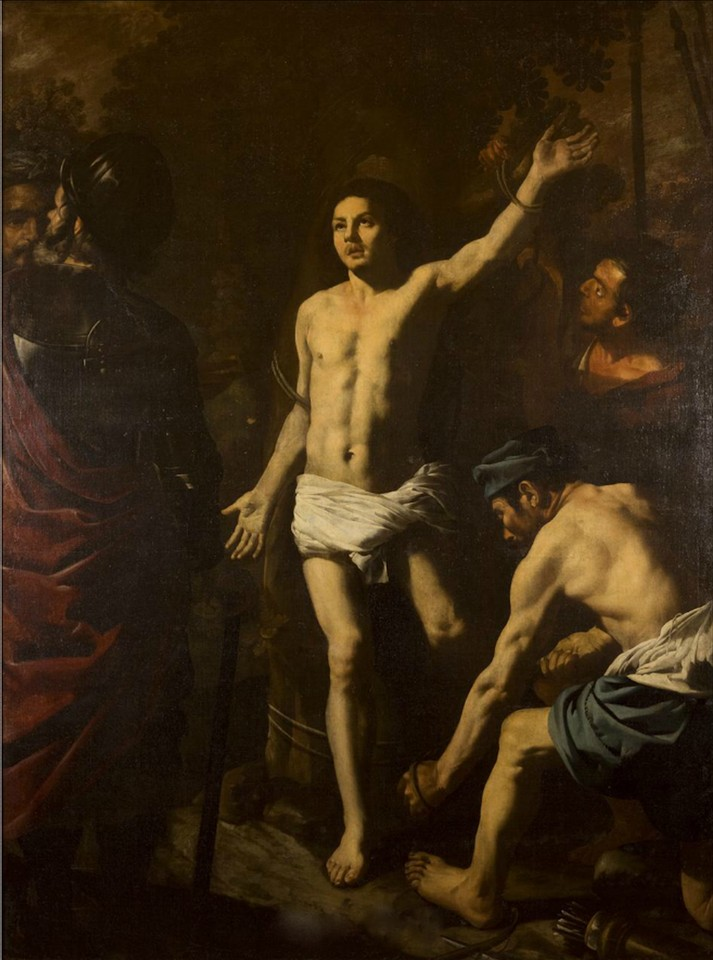
Martirio di san Sebastiano, 1630 circa, Napoli, Museo di Capodimonte
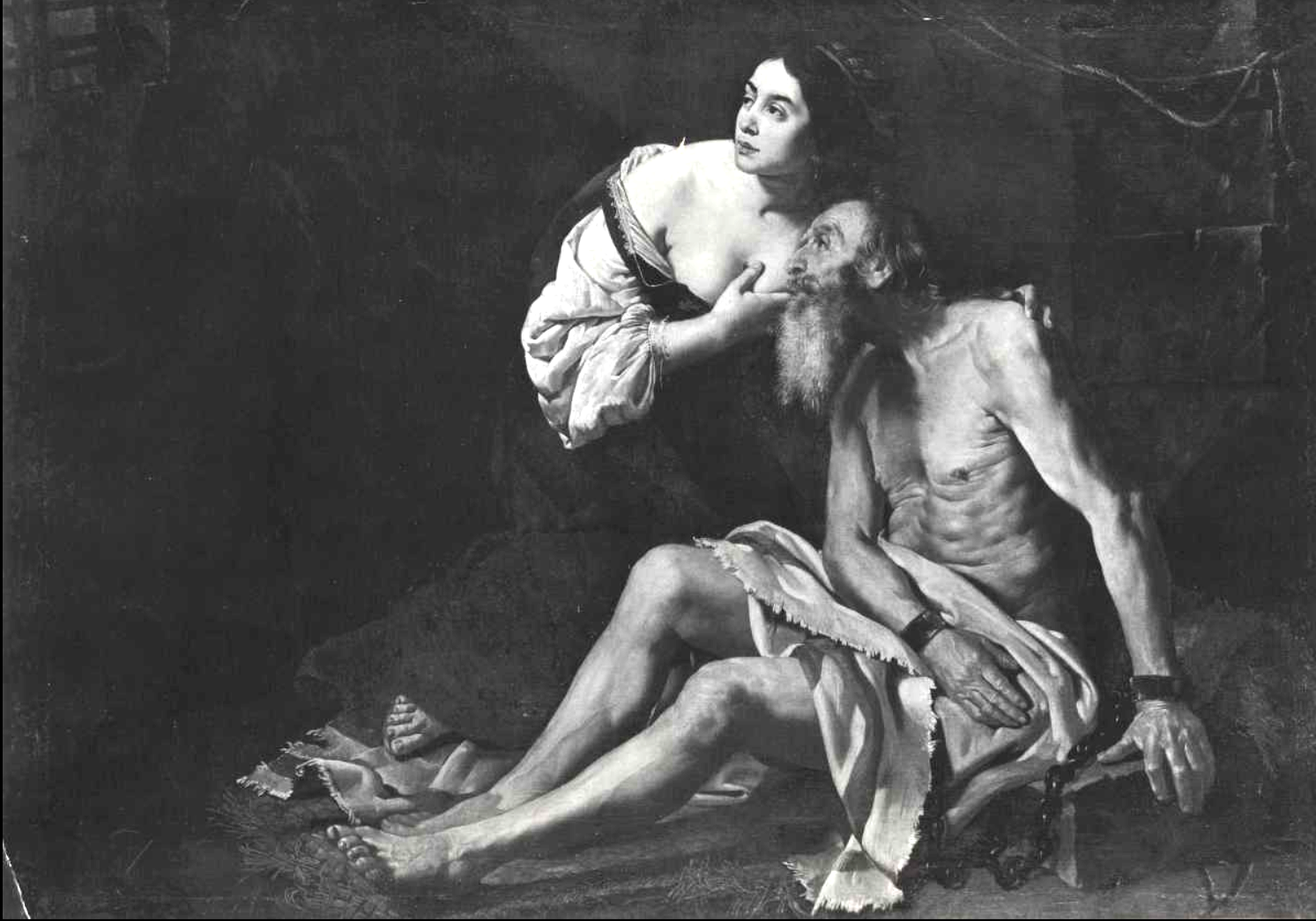
Caritas Romana, 1635, collezione privata
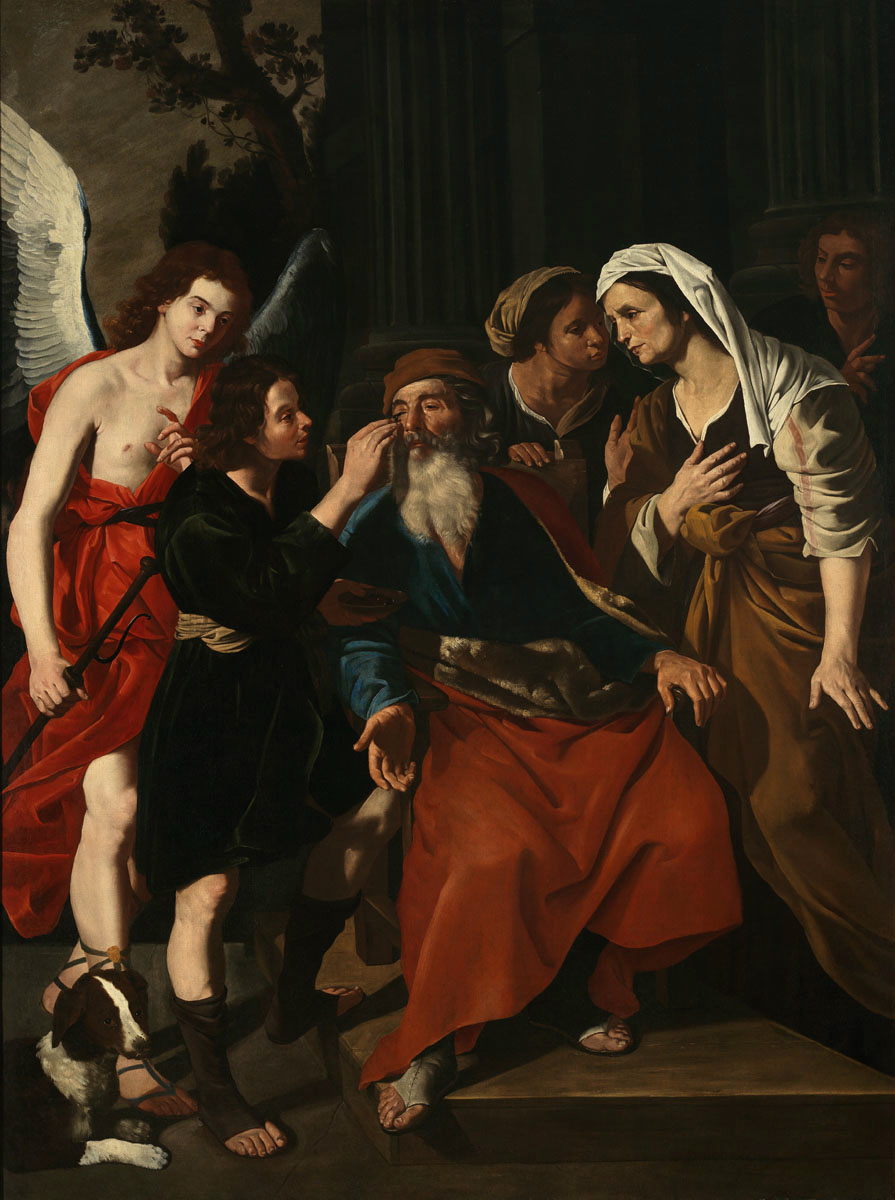
Tobiolo guarisce la cecità di Tobia, 1635 circa, Napoli, Palazzo Zevallos
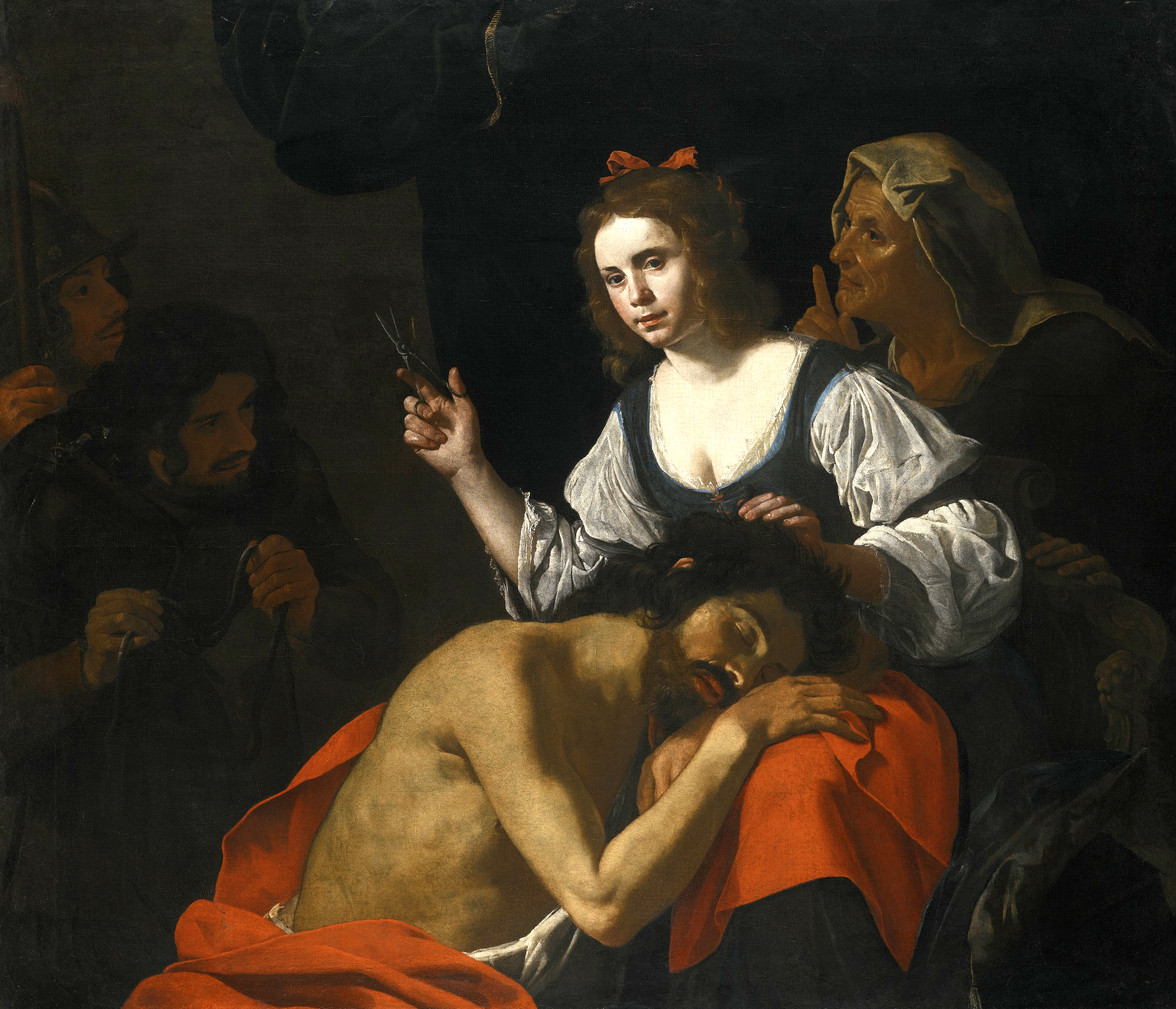
Sansone e Dalila, 1640-1650, collezione privata
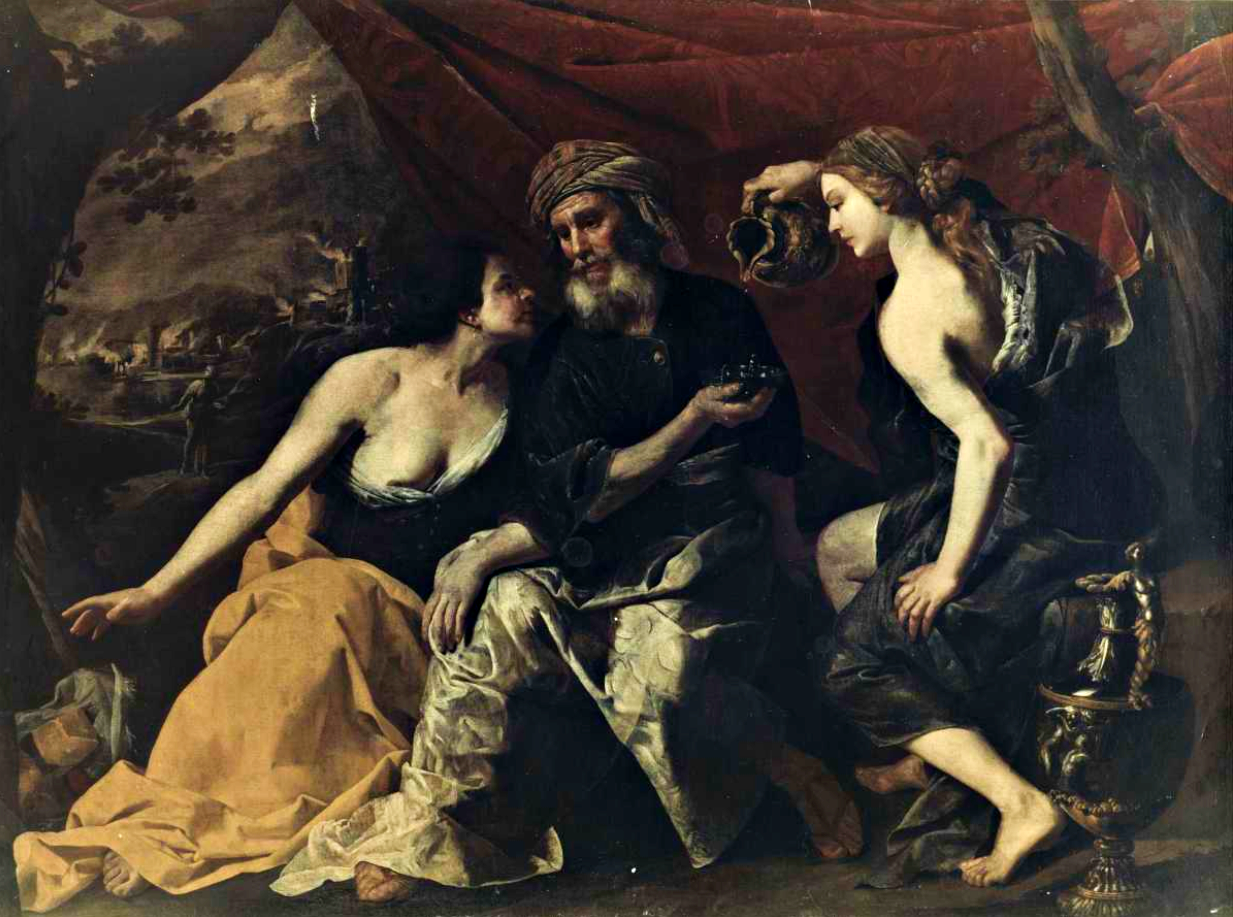
Lot e le figlie, 1640-1650, collezione privata
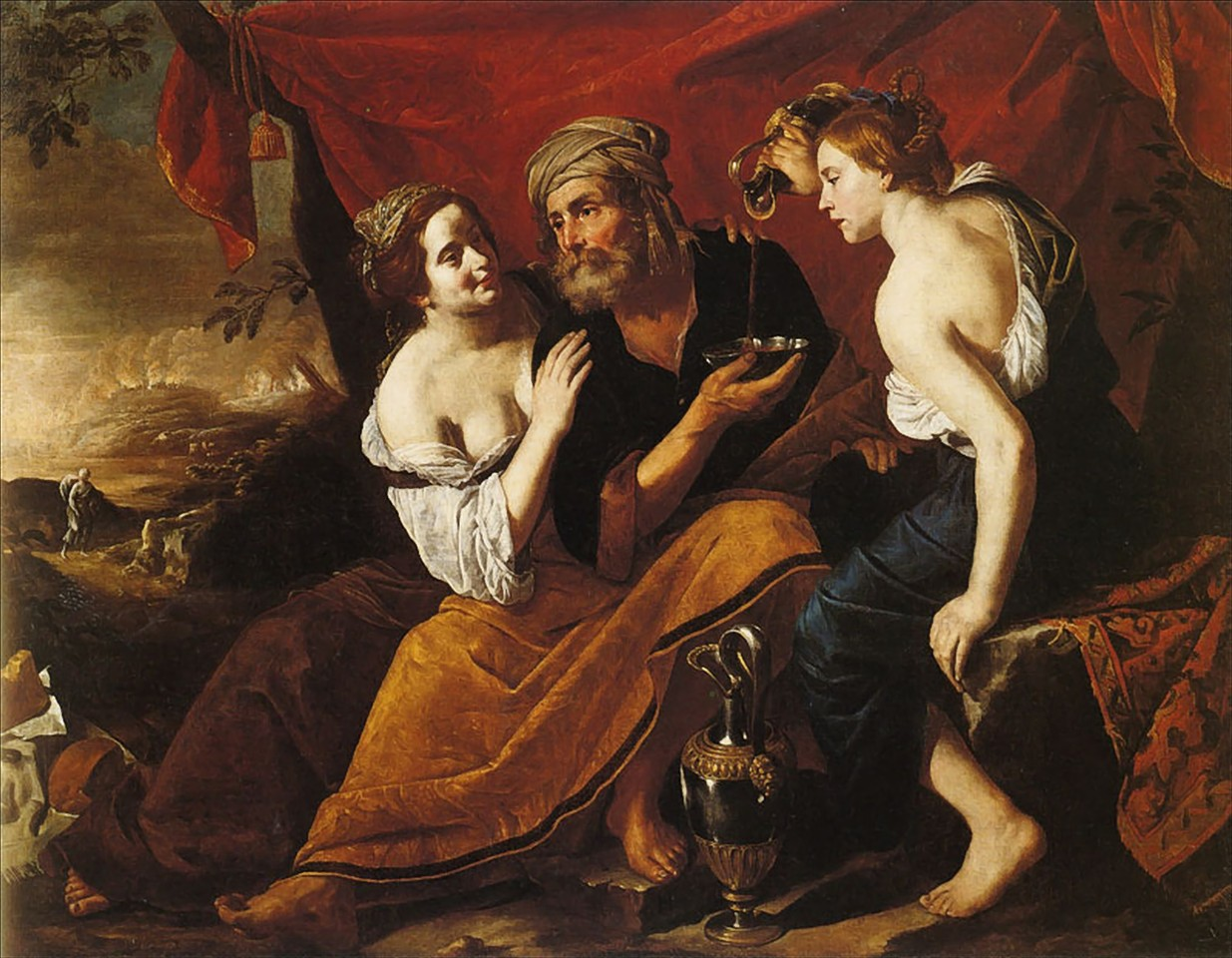
Lot e le figlie, 1640-1650, collezione privata
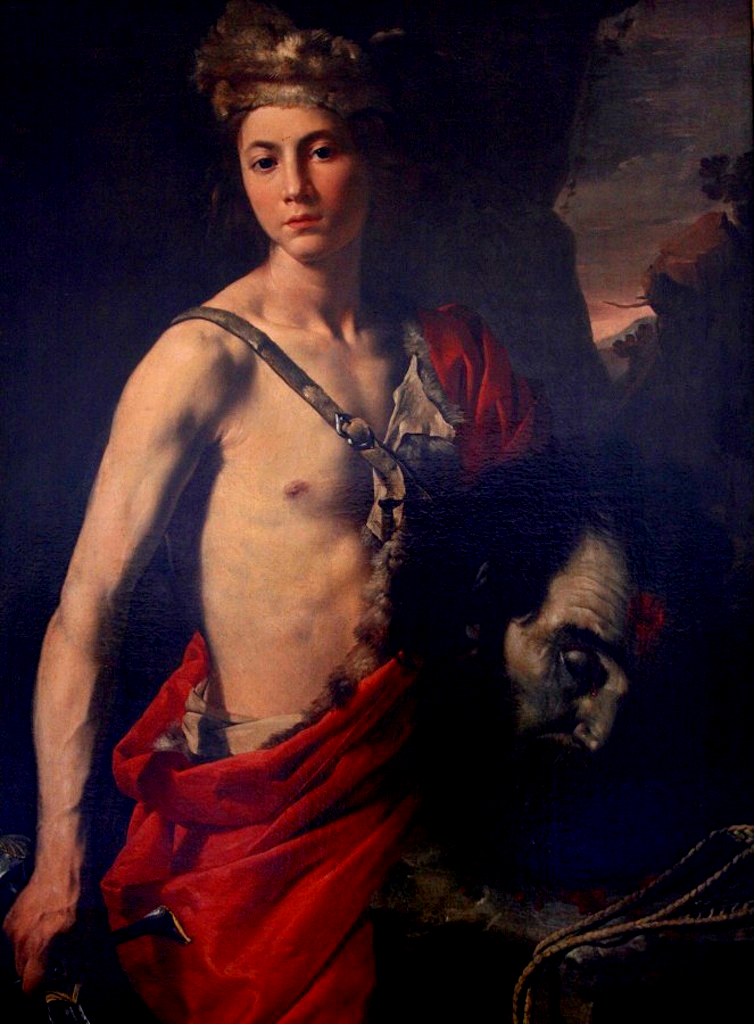
Davide con la testa di Golia, 1650 circa, Nizza, Musée des Beaux-Arts
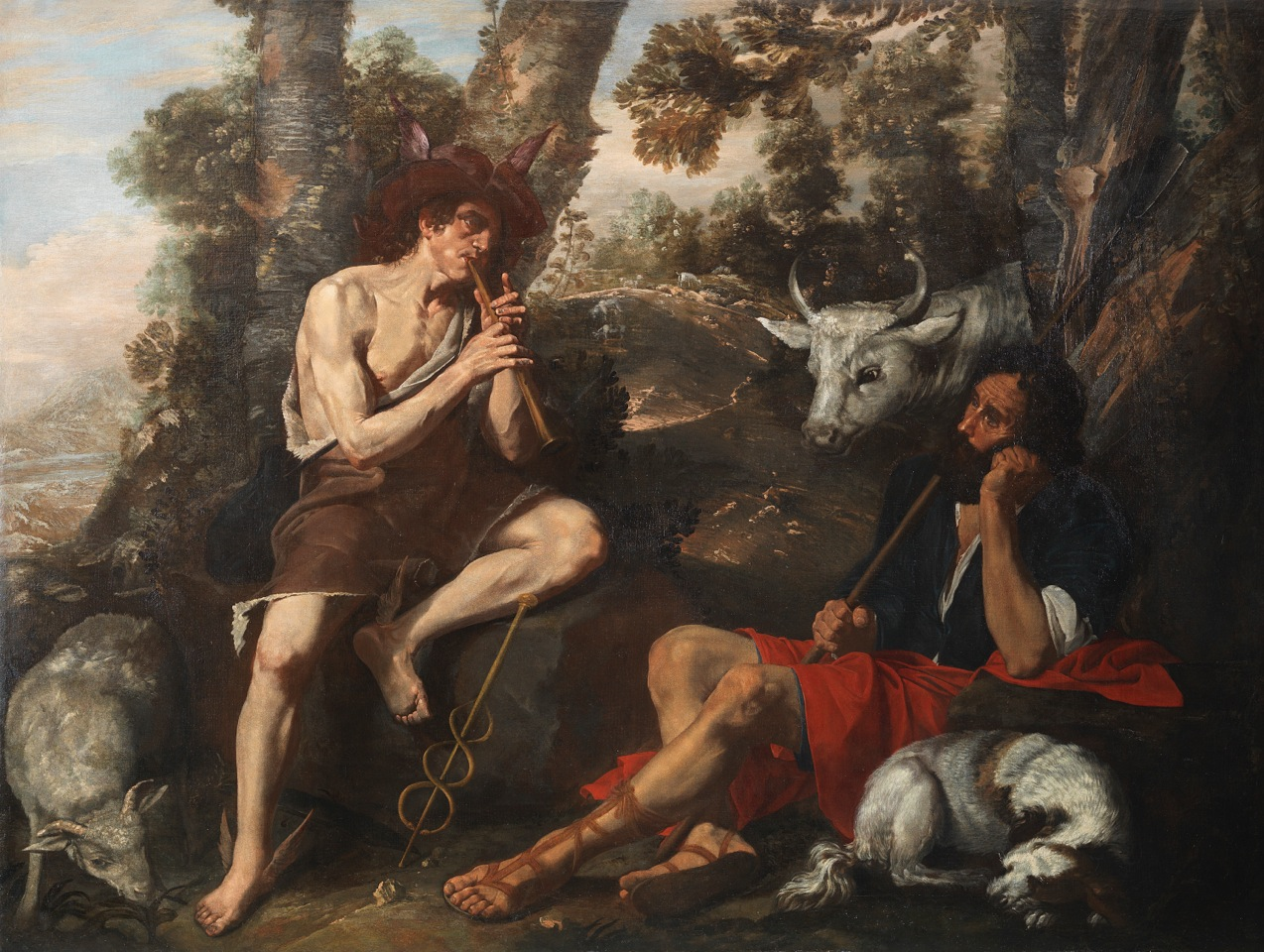
Mercurio addormenta Argo suonando il flauto, 1640-1650, collezione privata